# Рубельский сельсовет
Рубельский сельсовет (белор. Рубельскі сельсавет) — административная единица на территории Столинского района Брестской области Беларуси. Административный центр — агрогородок Рубель.

## История
Сельсовет создан 12 октября 1940 года в составе Давид-Городокского района Пинской области БССР. 19 января 1961 года после упразднения района включён в Столинский район.

## Население
Население — 3789 человек (2019).

## Состав
Рубельский сельсовет включает 2 населённых пункта:
- Рубель — агрогородок
- Хотомель — деревня